# Municipio de Sullivan (condado de Moultrie)
El municipio de Sullivan (en inglés: Sullivan Township) es un municipio ubicado en el condado de Moultrie en el estado estadounidense de Illinois. En el año 2010 tenía una población de 6263 habitantes y una densidad poblacional de 36,3 personas por km².

## Geografía
Según la Oficina del Censo de los Estados Unidos, el municipio tiene una superficie total de 172.51 km², de la cual 153,99 km² corresponden a tierra firme y (10,73 %) 18,52 km² es agua.

## Demografía
Según el censo de 2010, había 6263 personas residiendo en el municipio de Sullivan. La densidad de población era de 36,3 hab./km². De los 6263 habitantes, el municipio de Sullivan estaba compuesto por el 98,61 % blancos, el 0,34 % eran afroamericanos, el 0,18 % eran amerindios, el 0,22 % eran asiáticos, el 0,13 % eran de otras razas y el 0,53 % eran de una mezcla de razas. Del total de la población el 0,78 % eran hispanos o latinos de cualquier raza.